# Květa Peschke
Květa Peschke (cuyo nombre de soltera era Kveta Hrdlickova) es una ex tenista profesional nacida el 9 de julio de 1975 en Bílovec, República Checa.
La tenista checa ha destacado especialmente durante su carrera en la modalidad de dobles, ganando hasta 31 títulos del circuito WTA y dónde luce por encima del resto el campeonato de Wimbledon de 2011. También ha ganado varios títulos del circuito challenger y del circuito profesional WTA, tanto en individuales como en dobles.

## Títulos de Grand Slam

### Dobles

#### Victorias (1)
| Año  | Torneo    | Pareja             | Oponentes en la final          | Resultado |
| 2011 | Wimbledon | Katarina Srebotnik | Sabine Lisicki Samantha Stosur | 6-3, 6-1  |

#### Finalista (2)
| Año  | Torneo        | Pareja             | Oponentes en la final                 | Resultado     |
| 2010 | Roland Garros | Katarina Srebotnik | Serena Williams Venus Williams        | 2-6, 3-6      |
| 2018 | Wimbledon     | Nicole Melichar    | Barbora Krejčíková Kateřina Siniaková | 4-6, 6-4, 0-6 |

### Dobles mixto

#### Finalista (3)
| Año  | Torneo            | Pareja               | Oponentes en la final           | Resultado            |
| 2006 | Abierto de EE.UU. | Martin Damm          | Martina Navratilova Bob Bryan   | 2-6 3-6              |
| 2010 | Abierto de EE.UU. | Aisam-ul-Haq Qureshi | Liezel Huber Bob Bryan          | 4-6 4-6              |
| 2012 | Abierto de EE.UU. | Marcin Matkowski     | Ekaterina Makarova Bruno Soares | 7-6(8), 1-6, [10-12] |

## Títulos WTA (37; 1+36)

### Individual (1)
| Leyenda                                        |
| ---------------------------------------------- |
| Grand Slam (0)                                 |
| WTA Tour Championships (0)                     |
| Tier I, P. Mandatory & Premier 5, WTA 1000 (0) |
| Tier II, Premier, WTA 500 (0)                  |
| Tier III & IV, International, WTA 250 (1)      |

| N.º | Fecha               | Torneo   | Superficie    | Oponente en la final | Resultado |
| --- | ------------------- | -------- | ------------- | -------------------- | --------- |
| 1.  | 25 de abril de 1998 | Makarska | Tierra batida | Li Fang              | 6-3, 6-1  |

#### Finalista (1)
| N.º | Fecha                  | Torneo  | Superficie | Oponente en la final | Resultado |
| --- | ---------------------- | ------- | ---------- | -------------------- | --------- |
| 1.  | 1 de noviembre de 1999 | Lepizig | Dura       | Nathalie Tauziat     | 1-6, 3-6  |

### Dobles (36)
| Leyenda                                        |
| ---------------------------------------------- |
| Grand Slam (1)                                 |
| WTA Tour Championships (0)                     |
| Tier I, P. Mandatory & Premier 5, WTA 1000 (7) |
| Tier II, Premier, WTA 500 (20)                 |
| Tier III & IV, International, WTA 250 (8)      |

| N.º | Fecha                    | Torneo       | Superficie    | Pareja              | Oponentes en la final                     | Resultado              |
| --- | ------------------------ | ------------ | ------------- | ------------------- | ----------------------------------------- | ---------------------- |
| 1.  | 8 de agosto de 1998      | Sopot        | Tierra batida | Helena Vildova      | Asa Svensson Seda Noorlander              | 6-3, 6-2               |
| 2.  | 21 de abril de 2001      | Estoril      | Tierra batida | Barbara Rittner     | Tina Krizan Katarina Srebotnik            | 3-6, 7-5, 6-1          |
| 3.  | 19 de febrero de 2005    | París        | Dura          | Iveta Benešová      | Anabel Medina Dinara Sáfina               | 6-2, 2-6, 6-2          |
| 4.  | 5 de noviembre de 2005   | Linz         | Dura          | Gisela Dulko        | Conchita Martínez Virginia Ruano          | 6-2, 6-3               |
| 5.  | 18 de febrero de 2006    | París        | Dura          | Emilie Loit         | Cara Black Rennae Stubbs                  | 7-6(5), 6-4            |
| 6.  | 3 de febrero de 2006     | Dubái        | Dura          | Francesca Schiavone | Svetlana Kuznetsova Nadia Petrova         | 3-6, 7-6(1), 6-3       |
| 7.  | 7 de octubre de 2006     | Luxemburgo   | Dura (i)      | Francesca Schiavone | Anna-Lena Groenefeld Liezel Huber         | 2-6, 6-4, 6-1          |
| 8.  | 24 de junio de 2006      | Moscú        | Dura (i)      | Francesca Schiavone | Iveta Benešová Galina Voskoboeva          | 6-4, 6-7(4), 6-1       |
| 9.  | 18 de agosto de 2007     | Los Ángeles  | Dura          | Rennae Stubbs       | Alicia Molik Mara Santangelo              | 6-0, 6-1               |
| 10. | 18 de agosto de 2007     | Stuttgart    | Dura (i)      | Rennae Stubbs       | Yung-Jan Chan Dinara Sáfina               | 6-7(5), 7-6(4), [10-2] |
| 11. | 27 de octubre de 2007    | Zúrich       | Dura (i)      | Rennae Stubbs       | Lisa Raymond Francesca Schiavone          | 7-5, 7-6(1)            |
| 12. | 24 de febrero de 2008    | Doha         | Dura          | Rennae Stubbs       | Cara Black Liezel Huber                   | 6-1, 5-7, [10-7]       |
| 13. | 23 de agosto de 2008     | New Haven    | Dura          | Lisa Raymond        | Sorana Cirstea Monica Niculescu           | 4-6, 7-5, [10-7]       |
| 14. | 16 de enero de 2010      | Hobart       | Dura          | Chia-Jung Chuang    | Yung-Jan Chan Monica Niculescu            | 3-6, 6-3, [10-7]       |
| 15. | 20 de marzo de 2010      | Indian Wells | Dura          | Katarina Srebotnik  | Nadia Petrova Samantha Stosur             | 6-4, 2-6, [10-5]       |
| 16. | 28 de agosto de 2010     | New Haven    | Dura          | Katarina Srebotnik  | Bethanie Mattek-Sands Meghann Shaughnessy | 7-5, 6-0               |
| 17. | 8 de enero de 2011       | Auckland     | Dura          | Katarina Srebotnik  | Sofia Arvidsson Marina Erakovic           | 6-3, 6-0               |
| 18. | 26 de febrero de 2011    | Doha         | Dura          | Katarina Srebotnik  | Liezel Huber Nadia Petrova                | 7-5 ,6-7(2), [10-8]    |
| 19. | 17 de junio de 2011      | Eastbourne   | Hierba        | Katarina Srebotnik  | Liezel Huber Lisa Raymond                 | 6-3, 6-0               |
| 20. | 2 de julio de 2011       | Wimbledon    | Hierba        | Katarina Srebotnik  | Sabine Lisicki Samantha Stosur            | 6-3, 6-1               |
| 21. | 7 de agosto de 2011      | San Diego    | Dura          | Katarina Srebotnik  | Raquel Kops-Jones Abigail Spears          | 6-0, 6-2               |
| 22. | 8 de octubre de 2011     | Pekín        | Dura          | Katarina Srebotnik  | Gisela Dulko Flavia Pennetta              | 6-3, 6-4               |
| 23. | 13 de enero de 2012      | Sídney       | Dura          | Katarina Srebotnik  | Liezel Huber Lisa Raymond                 | 6-1, 4-6, [13-11]      |
| 24. | 14 de octubre de 2012    | Linz         | Dura          | Anna-Lena Grönefeld | Julia Görges Barbora Záhlavová-Strýcová   | 6-3, 6-4               |
| 25. | 25 de mayo de 2013       | Bruselas     | Tierra batida | Anna-Lena Grönefeld | Gabriela Dabrowski Shahar Pe'er           | 6-0, 6-3               |
| 26. | 2 de febrero de 2014     | París        | Dura (i)      | Anna-Lena Grönefeld | Tímea Babos Kristina Mladenovic           | 6-7(7), 6-4, [10-5]    |
| 27. | 18 de mayo de 2014       | Roma         | Tierra batida | Katarina Srebotnik  | Sara Errani Roberta Vinci                 | 4-0, ret.              |
| 28. | 5 de mayo de 2017        | Praga        | Tierra batida | Anna-Lena Grönefeld | Lucie Hradecká Kateřina Siniaková         | 6-4, 7-6(3)            |
| 29. | 4 de mayo de 2018        | Praga        | Tierra batida | Nicole Melichar     | Mihaela Buzărnescu Lidziya Marozava       | 6-4, 6-2               |
| 30. | 5 de agosto de 2018      | San José     | Dura          | Yung-Jan Chan       | Lyudmyla Kichenok Nadiia Kichenok         | 6-4, 6-1               |
| 31. | 14 de octubre de 2018    | Tianjin      | Dura          | Nicole Melichar     | Monique Adamczak Jessica Moore            | 6-4, 6-2               |
| 32. | 5 de enero de 2019       | Brisbane     | Dura          | Nicole Melichar     | Hao-Ching Chan Yung-Jan Chan              | 6-1, 6-1               |
| 33. | 4 de agosto de 2019      | San José     | Dura          | Nicole Melichar     | Shuko Aoyama Ena Shibahara                | 6-4, 6-4               |
| 34. | 15 de septiembre de 2019 | Zhengzhou    | Dura          | Nicole Melichar     | Yanina Wickmayer Tamara Zidanšek          | 6-1, 7-6(2)            |
| 35. | 29 de agosto de 2020     | Cincinnati   | Dura          | Demi Schuurs        | Nicole Melichar Xu Yifan                  | 6-1, 4-6, [10-4]       |
| 36. | 3 de octubre de 2021     | Chicago II   | Dura          | Andrea Petković     | Caroline Dolehide Coco Vandeweghe         | 6-3, 6-1               |

#### Finalista (42)
| N.º | Fecha                    | Torneo             | Superficie        | Pareja               | Oponentes en la final                      | Resultado           |
| --- | ------------------------ | ------------------ | ----------------- | -------------------- | ------------------------------------------ | ------------------- |
| 1.  | 12 de julio de 1998      | Praga              | Tierra batida     | Michaela Paštiková   | Silvia Farina Elia Karina Habšudová        | 6-2, 1-6, 1-6       |
| 2.  | 14 de febrero de 1998    | Praga              | Tierra batida     | Helena Vildová       | Alexandra Fusai Nathalie Tauziat           | 6-3, 2-6, 1-6       |
| 3.  | 6 de mayo de 2001        | Hamburgo           | Tierra batida     | Barbara Rittner      | Cara Black Elena Likhovtseva               | 2-6, 6-4, 2-6       |
| 4.  | 30 de septiembre de 2001 | Leipzig            | Dura (i)          | Barbara Rittner      | Elena Likhovtseva Nathalie Tauziat         | 4-6, 2-6            |
| 5.  | 6 de enero de 2002       | Auckland           | Dura              | Henrieta Nagyová     | Nicole Arendt Liezel Huber                 | 5-7, 4-6            |
| 6.  | 2 de octubre de 2002     | Luxemburgo         | Dura (i)          | Barbara Rittner      | Kim Clijsters Janette Husárová             | 6-4, 3-6, 5-7       |
| 7.  | 10 de abril de 2005      | Amelia Island      | Tierra batida     | Patty Schnyder       | Bryanne Stewart Samantha Stosur            | 4-6, 2-6            |
| 8.  | 24 de abril de 2005      | Charleston         | Tierra batida     | Iveta Benešová       | Conchita Martínez Virginia Ruano           | 1-6, 4-6            |
| 9.  | 24 de julio de 2005      | Cincinnati         | Dura              | María Emilia Salerni | Laura Granville Abigail Spears             | 6-3, 2-6, 4-6       |
| 10. | 9 de octubre de 2005     | Filderstadt        | Dura (i)          | Francesca Schiavone  | Daniela Hantuchová Anastasiya Myskina      | 0-6, 6-3, 5-7       |
| 11. | 21 de mayo de 2006       | Roma               | Tierra batida     | Francesca Schiavone  | Daniela Hantuchová Ai Sugiyama             | 6-3, 3-6, 1-6       |
| 12. | 23 de julio de 2007      | Eastbourne         | Hierba            | Rennae Stubbs        | Lisa Raymond Samantha Stosur               | 7-6(5), 4-6, 3-6    |
| 13. | 17 de febrero de 2008    | Amberes            | Dura (i)          | Ai Sugiyama          | Cara Black Liezel Huber                    | 1-6, 3-6            |
| 14. | 21 de julio de 2008      | Eastbourne         | Hierba            | Rennae Stubbs        | Cara Black Liezel Huber                    | 6-2, 0-6, [8-10]    |
| 15. | 4 de octubre de 2008     | Stuttgart          | Dura (i)          | Rennae Stubbs        | Anna-Lena Grönefeld Patty Schnyder         | 2-6, 4-6            |
| 16. | 5 de noviembre de 2008   | Tour Championships | Dura              | Rennae Stubbs        | Cara Black Liezel Huber                    | 1-6, 5-7            |
| 17  | 7 de febrero de 2009     | París              | Dura (i)          | Lisa Raymond         | Cara Black Liezel Huber                    | 4-6 6-3, [4-10]     |
| 18. | 29 de marzo de 2009      | Miami              | Dura              | Lisa Raymond         | Svetlana Kuznetsova Amélie Mauresmo        | 6-4 3-6, [3-10]     |
| 19. | 12 de abril de 2009      | Hobart             | Dura              | Lisa Raymond         | Chia-Jung Chuang Sania Mirza               | 3-6, 6-4, [7-10]    |
| 20. | 16 de mayo de 2009       | Madrid             | Tierra batida     | Lisa Raymond         | Cara Black Liezel Huber                    | 6-4 3-6, [6-10]     |
| 21. | 21 de febrero de 2010    | Dubái              | Dura              | Katarina Srebotnik   | Nuria Llagostera María José Martínez       | 6-7(5), 4-6         |
| 22. | 24 de abril de 2010      | Stuttgart          | Dura              | Katarina Srebotnik   | Gisela Dulko Flavia Pennetta               | 6-3, 6-7, [5-10]    |
| 23. | 25 de mayo de 2010       | París              | Tierra batida     | Katarina Srebotnik   | Serena Williams Venus Williams             | 2-6, 3-6            |
| 24. | 19 de junio de 2010      | Eastbourne         | Hierba            | Katarina Srebotnik   | Lisa Raymond Rennae Stubbs                 | 6-2, 2-6, [11-13]   |
| 25. | 23 de agosto de 2010     | Montreal           | Dura              | Katarina Srebotnik   | Gisela Dulko Flavia Pennetta               | 5-7, 6-3, [10-12]   |
| 26. | 17 de octubre de 2010    | Linz               | Dura(i)           | Katarina Srebotnik   | Renata Voráčová Barbora Záhlavová-Strýcová | 5-7, 6-7(6)         |
| 27. | 31 de octubre de 2010    | Tour Championships | Dura              | Katarina Srebotnik   | Gisela Dulko Flavia Pennetta               | 5-7, 4-6            |
| 28. | 14 de enero de 2011      | Sídney             | Dura              | Katarina Srebotnik   | Iveta Benešová Barbora Záhlavová-Strýcová  | 6-4, 4-6, [7-10]    |
| 29. | 20 de febrero de 2011    | Dubái              | Dura              | Katarina Srebotnik   | Liezel Huber María José Martínez           | 6-7(5), 3-6         |
| 30. | 7 de mayo de 2011        | Madrid             | Tierra batida     | Katarina Srebotnik   | Victoria Azarenka María Kirilenko          | 4-6, 3-6            |
| 31. | 30 de octubre de 2011    | Tour Championships | Dura (i)          | Katarina Srebotnik   | Liezel Huber Lisa Raymond                  | 4-6, 4-6            |
| 32. | 29 de septiembre de 2012 | Tokio (Pacífico)   | Dura              | Anna-Lena Grönefeld  | Raquel Kops-Jones Abigail Spears           | 1-6, 4-6            |
| 33. | 5 de enero de 2013       | Brisbane           | Dura              | Anna-Lena Grönefeld  | Bethanie Mattek-Sands Sania Mirza          | 6-4, 4-6, [7-10]    |
| 34. | 15 de junio de 2013      | Núremberg          | Tierra batida     | Anna-Lena Grönefeld  | Ioana Raluca Olaru Valeria Solovyeva       | 6-2, 6-7(3), [9-11] |
| 35. | 11 de agosto de 2013     | Toronto            | Dura              | Anna-Lena Grönefeld  | Jelena Janković Katarina Srebotnik         | 7-5, 2-6, [6-10]    |
| 36. | 18 de agosto de 2013     | Cincinnati         | Dura              | Anna-Lena Grönefeld  | Su-Wei Hsieh Shuai Peng                    | 6-2, 3-6, [10-12]   |
| 37. | 16 de febrero de 2014    | Doha               | Dura              | Katarina Srebotnik   | Su-Wei Hsieh Shuai Peng                    | 4-6, 0-6            |
| 38. | 16 de octubre de 2016    | Linz               | Dura (i)          | Anna-Lena Grönefeld  | Kiki Bertens Johanna Larsson               | 6–4, 2–6, [7–10]    |
| 39. | 13 de agosto de 2017     | Toronto            | Dura              | Anna-Lena Grönefeld  | Ekaterina Makarova Yelena Vesnina          | 0-6, 4-6            |
| 40. | 29 de abril de 2018      | Stuttgart          | Tierra batida (i) | Nicole Melichar      | Raquel Atawo Anna-Lena Grönefeld           | 4-6, 7-6(5), [5-10] |
| 41. | 14 de julio de 2018      | Wimbledon          | Hierba            | Nicole Melichar      | Barbora Krejčíková Kateřina Siniaková      | 4-6, 6-4, 0-6       |
| 42. | 3 de mayo de 2019        | Praga              | Tierra batida     | Nicole Melichar      | Anna Kalinskaya Viktória Kužmová           | 6-4, 5-7, [7-10]    |

### Clasificación en torneos del Grand Slam
| Torneo          | 2008 | 2007 | 2006 | 2005 | 2004 | 2003 | 2002 | 2001 | 2000 | 1999 | 1998 | Títulos |
| --------------- | ---- | ---- | ---- | ---- | ---- | ---- | ---- | ---- | ---- | ---- | ---- | ------- |
| Australian Open | -    | -    | -    | 1r   | -    | -    | 2r   | -    | 3r   | 1r   | -    | 0       |
| Roland Garros   | -    | 2r   | 1r   | 2r   | 2r   | -    | 1r   | 1r   | 3r   | 3r   | 2r   | 0       |
| Wimbledon       | -    | -    | 2r   | 4r   | -    | -    | 2r   | -    | 1r   | 1r   | 1r   | 0       |
| US Open         | -    | -    | 1r   | 1r   | -    | -    | 1r   | 1r   | 2r   | 1r   | 2r   | 0       |
| Championships   | -    | -    | -    | -    | -    | -    | -    | -    | -    | -    | -    | 0       |